# ワーテルロー
ワーテルロー (英語:Waterloo (フランス語発音: [watɛʁlo], オランダ語発音: [ˈʋaːtərloː], ワロン語: Waterlô) は、ベルギーのブラバン・ワロン州の基礎自治体である。
面積は21.03 km2 (8.12 sq mi)で2011年現在、29,706人の人口を有する街であり、ワーテルローはブリュッセルのすぐ南、ブレンラルーの北東の位置に存在する。
1815年のワーテルローの戦いでフランス皇帝ナポレオン1世が敗北した場所として有名である（後述）。

## 概要

### 地名の由来
12世紀まではWaterlots、Waterloesと呼ばれていたが、1221年にWatrelosと呼ばれるようになった。
ゲルマン語のwatar（水）と、オランダ語のlots（斜面）、los（草原）に由来している。

## 歴史

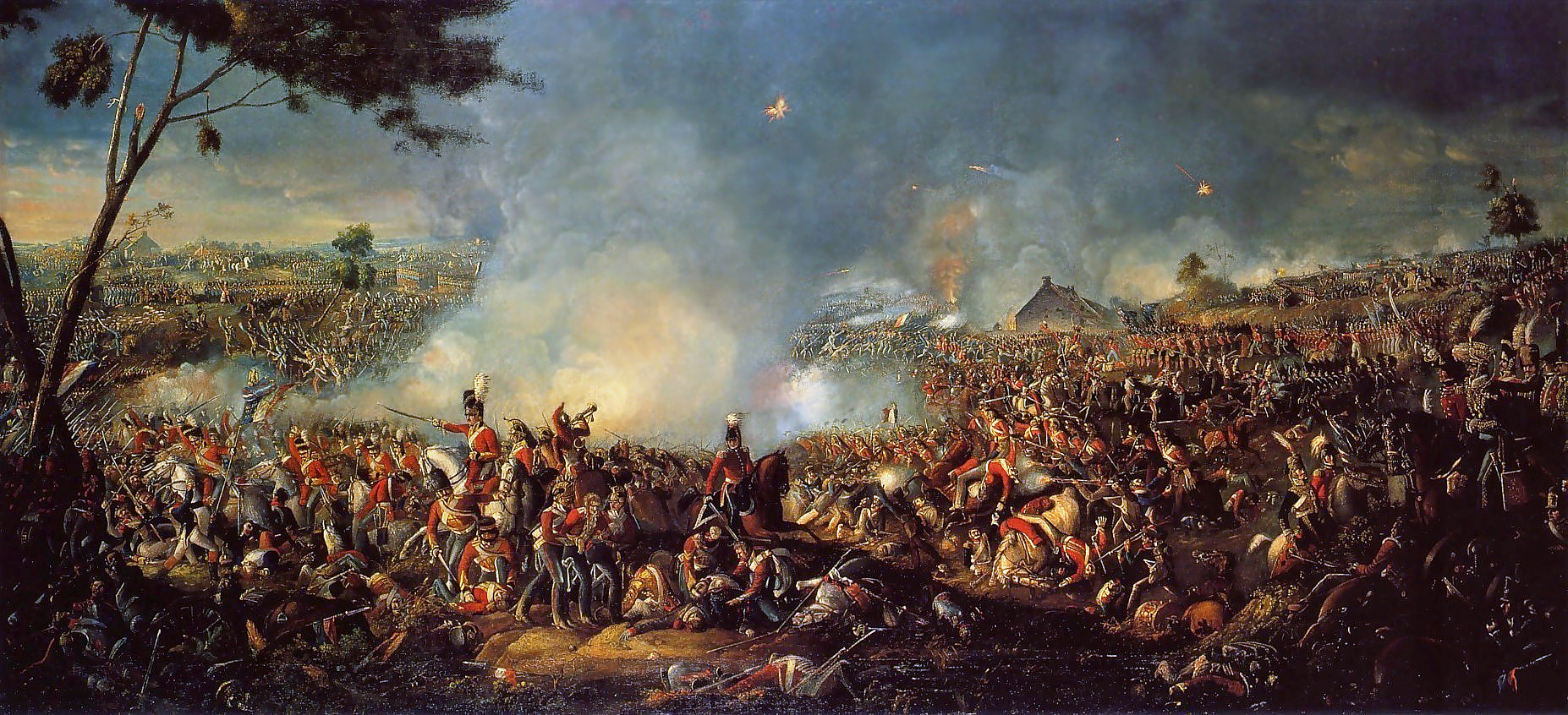
ワーテルローの戦い

### ワーテルローの戦い
1815年6月18日にナポレオン・ボナパルト率いるフランス帝国軍が同盟軍（イギリス・プロイセンなど）に大敗した戦いが「ワーテルローの戦い」と呼ばれる。ただし、ワーテルローは戦場ではなく、イギリス軍の司令部の所在地で、「ワーテルローの戦い」の命名者もそのイギリス軍の司令官ウェリントン公である。実際の戦場の名を取り、「モン・サン・ジャンの戦い」「ラ・ベル・アリアンスの戦い」とも呼ぶ。
ワーテルロー南南東5kmのモン・サン・ジャン（Mont Saint Jean）には、記念碑、通称「ワーテルロー・ライオン」があり、ライオン像がフランスを向いている。記念碑のある人工の丘は「ライオンの丘」（Butte du Lion）と呼ばれる。丘には階段で登ることができ、観光名所となっている。

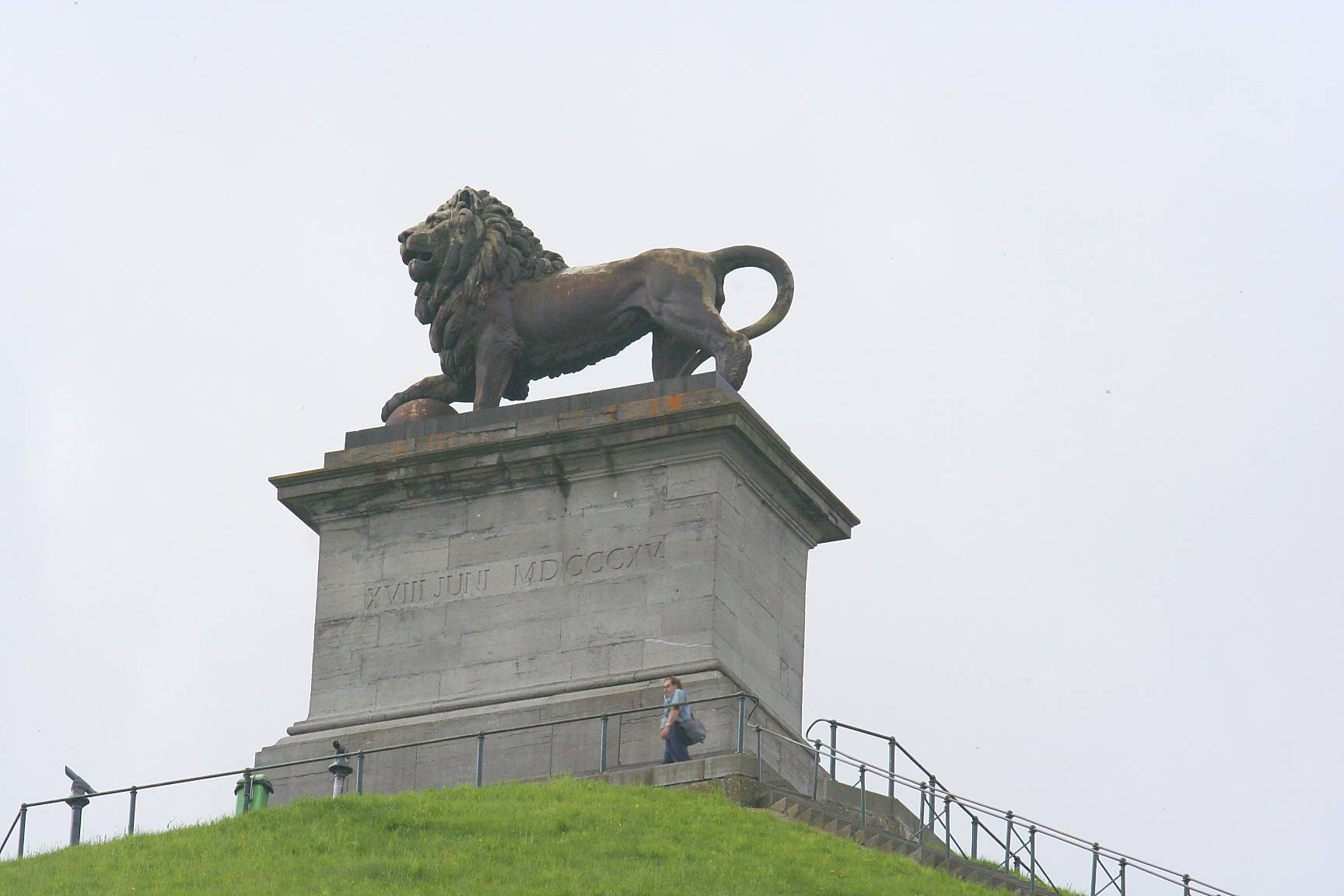
ワーテルローの戦いの記念碑。台座に日付 (XVIII JUNI MDCCCXV) が書かれている。
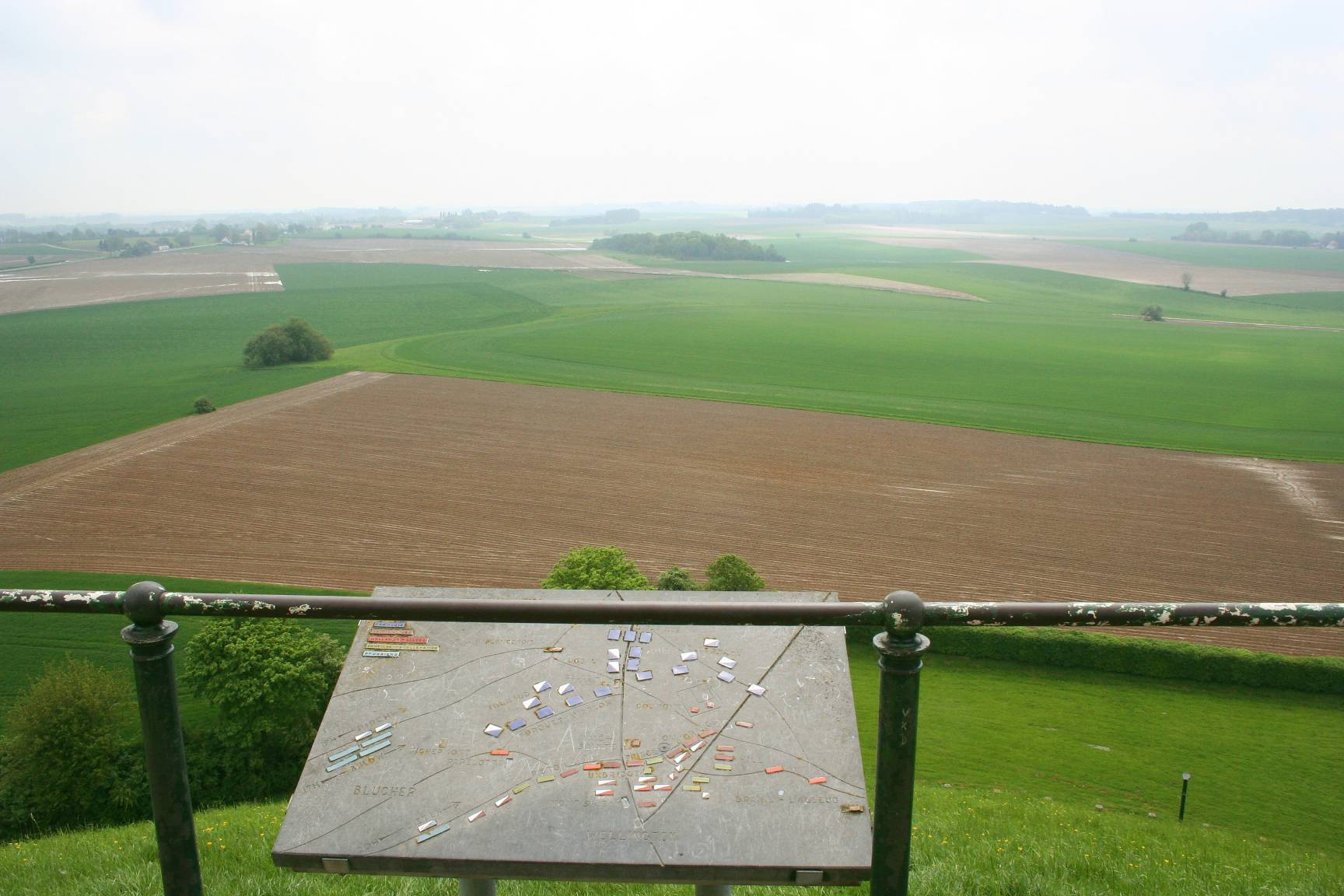
ワーテルローの戦いの戦場の俯瞰

## 姉妹都市･提携都市

### 姉妹都市
- 長久手市（日本国愛知県）
- 関ケ原町（日本国岐阜県不破郡）
- ランブイエ市（フランス共和国イル･ド･フランス地方）
- ウォータールー市（カナダ連邦ケベック州）
- ディファレンダージュ市  （ルクセンブルク公国ルクセンブルク地区）

## 交通

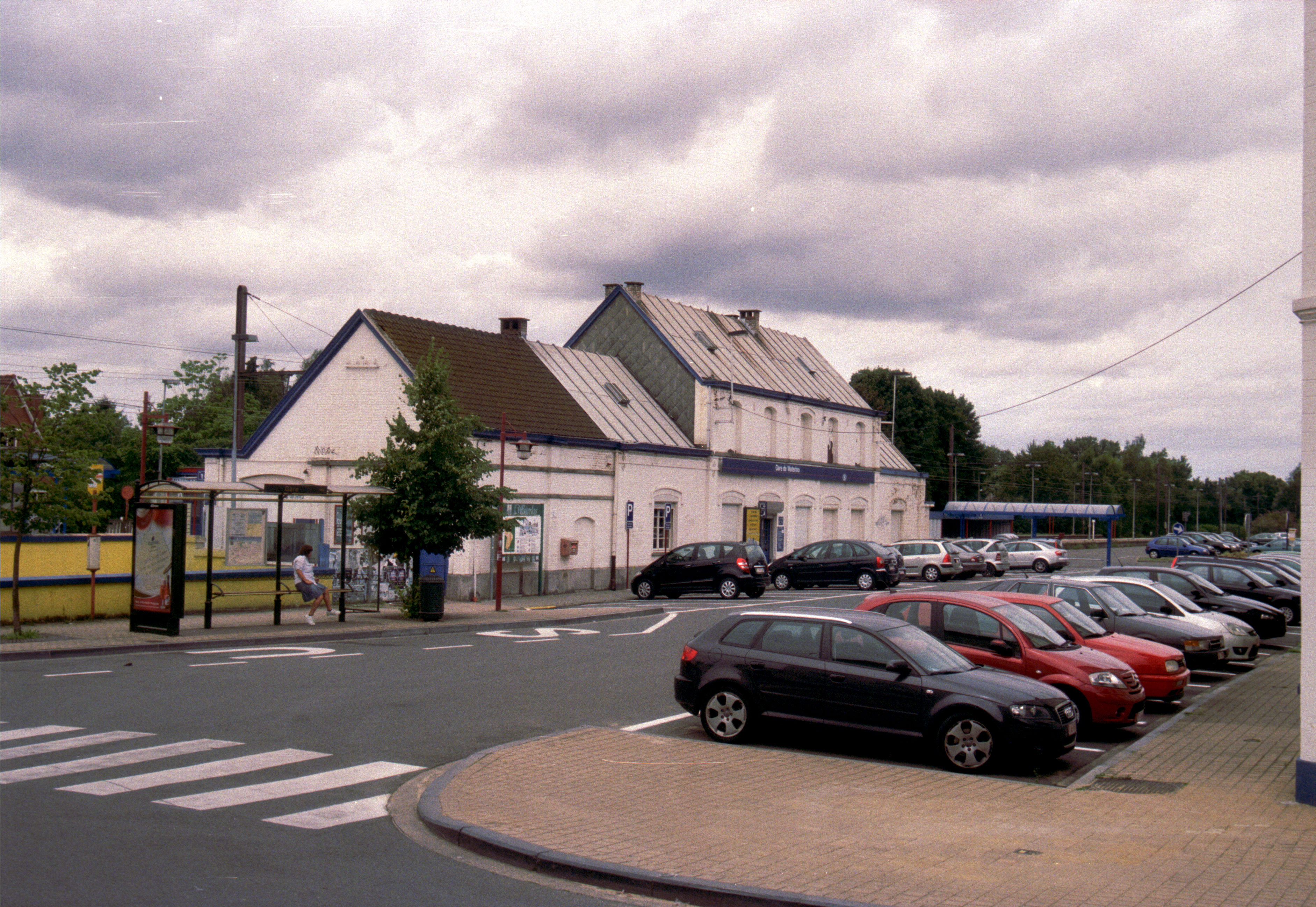
ワーテルロー駅

### 鉄道
- ワーテルロー駅

## 観光

### 名所･旧跡
城郭
- アントニオイユ城
- シュヴァル城

古戦場
- ワーテルローの戦い古戦場
- ライオンの丘
- ラ･ベル･アリアンス